# Slávia TU Košice
Le Slávia TU Košice est un club de basket-ball slovaque, évoluant dans la ville de Košice. L'équipe évolue en Extraliga soit le plus haut niveau du championnat slovaque.

## Palmarès
- Champion de Slovaquie : 2007
- Coupe de Slovaquie : 2017, 2018

## Entraîneurs successifs
- Depuis ? :  Goran Miljkovic